# Yusuf IV.
Yusuf IV. († April 1432; auch Yusuf ibn al-Mawl, spanisch Abenalmao) war im Jahr 1432 Emir von Granada.
Yusuf ibn al-Mawl, mütterlicherseits ein Enkel Muhammads VI., wurde während der Machtkämpfe unter Muhammad IX. zur Flucht nach Kastilien gezwungen. Als dieses seinen ehemaligen Verbündeten Muhammad IX. fallen ließ, wurde Yusuf als neuer Kandidat für den Thron in Granada aufgestellt. Durch einen kastilischen Feldzug (1430–1431), bei dem Muhammad IX. in der Schlacht von La Higueruela besiegt wurde, konnten die Kastilier Yusuf als Emir durchsetzen. Am 1. Januar 1432, einen Tag nach der Flucht Muhammads IX., bestieg er als Yusuf IV. den Thron. Yusuf erneuerte öffentlich die Vasallenschaft Granadas gegenüber Kastilien und kündigte an, die Tributzahlungen wieder aufzunehmen. Viele Städte des Emirats, wie Almería, Málaga und Ronda, verweigerten Yusuf daraufhin die Gefolgschaft, so dass sich Muhammad IX. dort weiterhin behaupten konnte. Auch in Granada selbst wiegelten islamische Rechtsgelehrte die Bevölkerung gegen Yusuf auf, in dem sie eine Marionette Kastiliens sahen, und es brachen Aufstände aus. Über das genaue Ende Yusufs, nur wenige Monate nach seiner Thronbesteigung, gibt es unterschiedliche Angaben. Gutierre Diez de Games schreibt in seinem El Victorial, Yusuf sei von Aufständischen gefangen genommen und gelyncht worden. Demgegenüber heißt es im Chronicle of the Falconer, man habe Yusuf an Muhammad IX. übergeben, der ihn unverzüglich habe exekutieren lassen. Muhammad IX. jedenfalls konnte erneut die Herrschaft im Nasridenreich erringen.
Einen literarischen Nachklang fand Yusufs Leben in zahlreichen zeitgenössischen Dichtungen, darunter der Romance de Abenámar, einer Verserzählung oder Romanze, die einen fiktiven Dialog Yusufs mit König Johann II. von Kastilien darstellt.